# Matthäus Römer
Matthäus Römer, auch Matthaeus Roemer, (* 8. November 1871 in Nordhalben; † 7. August 1954 in Kreuth) war ein deutscher Sänger der Stimmlage Tenor und Gesangslehrer, Gitarrist und Gitarrenlehrer sowie Komponist.

## Leben und Werk

### Ausbildung
Matthäus Römer besuchte das humanistische Gymnasium in Bamberg. Als Domchorsänger erhielt er bereits zu Schulzeiten ein Gehalt. Er studierte an der Universität München französische und englische Philologie und absolvierte alle Staatsprüfungen und wurde königlich bayrischer Reallehrer. Wegen seiner musikalischen Neigungen trat er nie eine Lehrerstelle an. Er studierte anschließend an der Münchener Akademie für Tonkunst bei Viktor Gluth und Josef Rheinberger Sologesang, Kontrapunkt, Komposition. Rheinberger empfahl Römer, Chorwerke mit Begleitung zu schreiben. 1902 promovierte Römer in Rostock mit der philologischen Arbeit Der Aberglaube bei den Dramatikern des 16. Jahrhunderts in Frankreich.
Von 1899 bis 1909 wirkte Römer als Prinzenerzieher am Hofe Herzog Luitpold, einem Verwandten des regierenden bayrischen Königshauses. Während dieser Zeit führte er private Gesangsstudien bei Felix von Kraus und Jean de Reszke in Paris fort. Ab etwa 1900 nahm Römer Gitarrenstunden bei dem Münchener klassischen Gitarristen Heinrich Albert.

### Karriere als Musiker
Römer sang 1909 zweimal unter Siegfried Wagner und Karl Muck in Bayreuth den Parsifal. Er trat von 1909 bis 1911 erfolgreich als Oratorien- und Konzertsänger in Wien, Königsberg, Frankfurt am Main und 1911 beim Bachfest in Leipzig auf. Sein Wirkungskreis weitete sich bis 1922 auf das gesamte Mitteleuropa aus.
Als Komponist vertonte er zahlreiche Lieder, die im Umfeld der Gitarristischen Vereinigung München aufgeführt wurden. Im Zusammenhang eines kompositorischen Wettbewerbes erschien sein Lied Traum (Text von Otto Julius Bierbaum) in dem Sammelband der Gitarristischen Vereinigung Die sieben Lieder des Preisausschreibens (1912). Er schrieb Werke (zwei Quartette und ein Trio) für die beiden Münchener Gitarrenensembles Münchner Gitarrenquartett und Münchner Gitarren Kammertrio, die von der zeitgenössischen Musikkritik hoch geschätzt wurden. Römers kompositorisches Hauptwerk war die Vertonung der Heiligen Nacht von Ludwig Thoma für dreistimmigen Frauenchor, Solostimmen, Gitarrenchor, Orgel und Sprecher aus dem Jahr 1922. Die Erstaufführung fand am 20. Januar 1924 im großen Odeonssaal in München statt. Weitere Aufführungen gab es nach dem Zweiten Weltkrieg in München (1950, 1980) und in Innsbruck (1950).
Nach Beendigung seiner aktiven Sängerkarriere wirkte Römer am Konservatorium in München und im privaten Rahmen als Gesangslehrer. Melanie Feuerlein-Scheibeck, Hans Hotter und Rudolf Lamy zählten unter anderen zu seinen Schülern.

### Privates
Römer war mit der Fürstlich Lippischen Kammersängerin Else Fritzsche verheiratet. Ihr Sohn Horand Römer (1908–1940) war nach einem Studium bei Hans Pfitzner unter anderem Dirigent am Opernhaus Stuttgart. Das Ehepaar Römer gab zuweilen auch gemeinsame Gesangsabende.

## Bedeutung
1952 wurde Römer zum Ehrenmitglied der nach dem Zweiten Weltkrieg wiedergegründeten Gitarristischen Vereinigung ernannt. Wenn auch das gesangliche Wirken von Matthäus Römer  künstlerisch deutlich im Vordergrund stand, so dürfen dennoch die zahlreichen Instrumentalkompositionen für die beiden genannten Münchener Gitarrenensemble und auch einige Kompositionen für Klavier Solo sowie die Vokalkompositionen künstlerisch nicht gering angesetzt werden. Speziell die Werke für das Münchner Gitarrenquartett galten in ihrer Zeit als einzigartig.